# Bernardo de Frau y Mesa
Bernardo de Frau y Mesa fou un polític espanyol, diputat a les Corts Espanyoles durant la restauració borbònica.
Treballà com a registrador de la propietat a Madrid i Andújar, i fou conseller de la Companyia General de Tabacs. Inicialment milità en el Partit Liberal, amb el que fou elegit diputat pel districte d'Albocàsser a les eleccions generals espanyoles de 1881 i 1886. Després es passà al Partit Conservador, amb el que fou escollit novament diputat per Albocàsser a les eleccions generals espanyoles de 1891 i 1896. Després fou senador per la província de Castelló el 1894-1896 i 1898-1908. També fou regidor de l'ajuntament de Madrid.